# Zdeněk Hnát
Zdeněk Hnát (* 25. října 1935 Liberec) je český pianista a pedagog. Studoval v Praze u Ilony Štěpánové-Kurzové, dcery Viléma Kurze, a Moskvě u Heinricha Neuhause (známý též jako Nejgauz). Jeho mezinárodní kariéru odstartovalo vítězství na mezinárodní soutěži Pražské jaro 1957 ve 22 letech.
Kromě koncertní činnosti doma i v zahraničí se věnoval nahrávání (LP desky pro Supraphon a Panton, rozhlas) a také výuce. Působil nejprve na pražské konzervatoři a od roku 1985 na JAMU, kde zastával funkci vedoucího klavírního oddělení. Od roku 2002 byl také lektorem na „Mezinárodních klavírních kurzech Antonína Kubálka“. V roce 2006 ukončil pedagogickou dráhu a nyní se věnuje pouze koncertní činnosti.
V roce 2007 byly vydány dvě jeho nahrávky na CD: reedice Beethovenovy sonáty B dur „für das Hammerclavier“ v licenci společnosti Supraphon a zcela nová nahrávka s klavírními díly Schumanna, Brahmse a Klusáka.